# Микула Ігор Юрійович
І́гор Ю́рійович Мику́ла — майор Збройних сил України, учасник російсько-української війни.

## З життєпису
Випускник Академії сухопутних військ імені гетьмана Петра Сагайдачного.
Станом на 2015 рік — командир танкової батареї.

## Нагороди
За особисту мужність і героїзм, виявлені у захисті державного суверенітету та територіальної цілісності України, вірність військовій присязі під час російсько-української війни нагороджений
- орденом Богдана Хмельницького II ступеня.
- орденом Богдана Хмельницького III ступеня.